# ディオトレフェス
ディオトレフェス (Diotrephēs) は新約聖書の『ヨハネの手紙三』に登場する人物で、同書の著者である「長老」（伝承上は使徒ヨハネ）の権威を受け入れずに、自分の教会を牛耳る問題ある人物として描かれている。ただし、高等批評の立場からは、ディオトレフェスの側から問題を再構成し、その立場に理解を示す説も存在する。日本語訳聖書では「デオテレペス」、「デオテレフェス」、「ディヲトレフ」等とも表記されている。
ディオトレフェスは「ゼウスに養育された者」、「神に育てられたもの」といった意味である。

## 登場箇所
一読して明らかなように、ディオトレフェスは専制的かつ尊大に振舞っている。田中剛二はそうした振舞いを反面教師とし、自らの内面への戒めを読み取るべきことを説いた。

## 異端との接点
『ヨハネの手紙一』『ヨハネの手紙二』では、仮現論的な立場が反キリストとして厳しく批判されているのに対し、ディオトレフェスは直接的には異端として攻撃されておらず、教理上の対立はほとんど見出せない。
中には『ヨハネの手紙三』の宛先であるガイオがペルガモンの司教になったとする古代の伝承を元に、（ペルガモンの教会は『ヨハネの黙示録』に登場する7つの教会の一つで、同文書では実態不明の「ニコライ派」という異端の存在が指摘されていることから）ディオトレフェスをニコライ派の人物とする説もあるが、客観的な根拠はない。

### 再構成
レイモンド・エドワード・ブラウンは、ディオトレフェスの側からこの問題を再構成している。『ヨハネの手紙三』の主要なテーマは巡回伝道者のもてなしである。当時はまだ、地域の教会ごとの単独司教制は確立しておらず、福音を説く伝道者たちが地域を巡回していた。しかし、巡回伝道者の中には異端を説く者もいたと考えられ、教会内に争いを持ち込まれないようにするためには、巡回伝道者を一律で受け入れないとするのは一つの方策であったと考えられるのである。このブラウン説は小林稔も紹介している。

## 『ヨハネの手紙二』との関連
『ヨハネの手紙二』の著者も「長老」と名乗っており、どちらの「長老」も同じ人物と見なされることが多い。それに対して、田川建三は原文のギリシア語能力の差が歴然であって、別人なのは明らかとし、『ヨハネの手紙二』を書いた「長老」こそがディオトレフェス（または彼に近い、立場を同じくする人物）であろうと推測した。田川は『ヨハネの手紙二』に見られる以下のようなくだりは、ディオトレフェスの態度と一致するとしている。

## 表記のゆれ
Diotrephēsの日本語表記にはいくらかの揺れがある。
- 「ディオトレフェス」 - 共同訳、新共同訳、バルバロ訳、田川建三訳
- 「ディオトレフェース」 - 岩波委員会訳
- 「デオトレフェス」 - ラゲ訳
- 「デオトレペス」 - 前田護郎訳
- 「デオテレペス」 - 大正改訳、口語訳、新改訳、塚本虎二訳、現代訳
- 「デオテレフェス」 - フランシスコ会訳
- 「ディヲトレフ」 - 日本正教会訳